# (2342) Lebedev
(2342) Lebedev (1968 UQ; 1950 OC; 1950 PG; 1951 YM; 1962 VJ; 1963 WF) ist ein Asteroid des äußeren Hauptgürtels, der am 22. Oktober 1968 von der russischen (damals: Sowjetunion) Astronomin Tamara Michailowna Smirnowa am Krim-Observatorium (Zweigstelle Nautschnyj) auf der Halbinsel Krim (IAU-Code 095) entdeckt wurde.

## Benennung
(2342) Lebedev wurde nach Nikolai Alexandrowitsch Lebedew (1914–1942) benannt, der im Zweiten Weltkrieg Panzeroffizier gewesen und in der Schlacht von Stalingrad gefallen war.